# Pediobius coxalis
Pediobius coxalis  (лат.) — вид паразитических наездников рода Pediobius из семейства Eulophidae (Chalcidoidea) отряда перепончатокрылые насекомые. Европа: Россия (Камчатка, Приморский край), Хорватия, Чехословакия, Югославия и Япония. Длина самок 1,5 мм. Голени и бёдра рыжеватые, тазики белые. Щитик, лоб и темя с сетчатой скульптурой. Стебелёк между грудкой и брюшком (петиоль) длинный. Переднеспинка с шейкой, отграниченной килем (поперечным гребнем). Щитик среднеспинки с развитыми изогнутыми парапсидальными бороздками.